# Катран хвостатий
Катран хвостатий (Squalus notocaudatus) — акула з роду Катран родини Катранові. Натепер є не достатньо вивчена.

## Опис
Загальна довжина досягає 62 см. Голова помірно довга, у 3,8-4,3 рази більше довжини очей. Морда коротка. Очі великі, мигдалеподібні. Носовий клапан сильно роздвоєно. Рот широкий, зігнутий. Зуби однакової форми та розміру на обох щелепах. На верхній губі присутні короткі губні складки у кутах рота. У неї 5 пар зябрових щілин. Ширина 5 зябрової щілини сягає 1,9-2,1% довжини тіла. Тулуб стрункий, веретеноподібний. Ширина тіла в області черева складає 11,1% довжини тіла. Осьовий скелет налічує 123–127 хребців. Грудні плавці трохи серпоподібні. Має 2 спинних плавця з трохи зігнутими шипами. Передній спинний плавець має майже вертикальний задній край трохи увігнутий у нижній частині. Задній плавець значно менше за передній. Його задній край значно увігнутий. Хвостовий плавець гетероцеркальний. Верхня лопать відносно довга. Анальний плавець відсутній.
Забарвлення блідо-сіре, майже однакова на спині та череві. Спинні плавці з темними кінчиками. На задній крайці хвостового плавця присутня широка біла облямівка та помітні темні діагональні смуги на верхній лопаті.

## Спосіб життя
Тримається на глибині від 220 до 450 м, на континентальному шельфі. Полює на здобич біля дна. Живиться костистими рибами, дрібними головоногими молюсками та донними ракоподібними.
Це яйцеживородна акула.

## Розповсюдження
Мешкає у невеличкому ареалі біля Квінсленду (Австралія).